# Ona plana

El front d'ona d'una ona plana que viatja en l'espai.

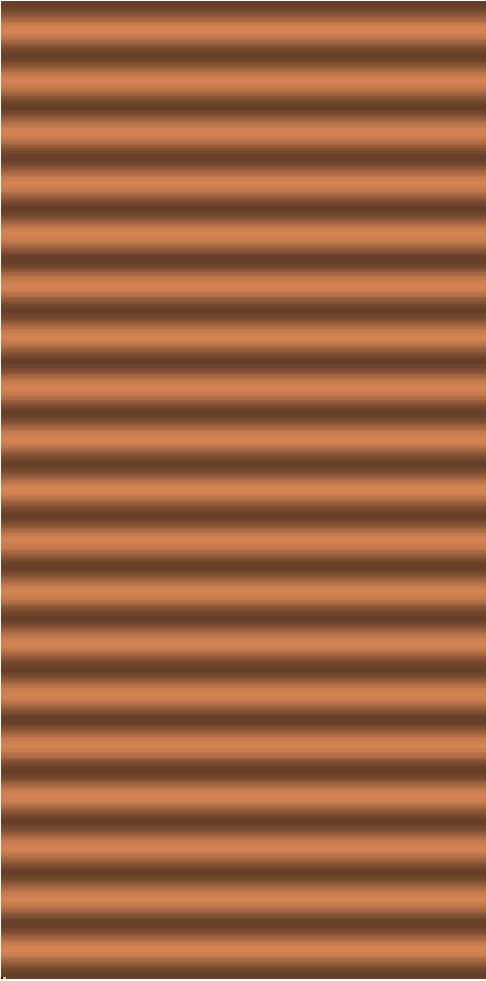
La part real d'una ona plana viatjant direcció vertical.

Dins la física de propagació d'ones (especialment ones electromagnètiques), una ona plana o també anomenada ona monodimensional, és una ona de freqüència constant els fronts d'ona (superfícies amb fase constant) de la qual són plans paral·lels infinits. És a dir, són aquelles ones que es propaguen en una sola direcció al llarg de l'espai, com ara les ones en les molles o en les cordes. Si l'ona es propaga en una direcció única, els seus fronts d'ones són plans i paral·lels.
Per extensió, el terme és també utilitzat per descriure ones que són aproximadament planes en una regió localitzada de l'espai. Per exemple, una antena produeix un camp que és aproximadament pla en una regió de camp llunyà. És a dir que, a una distància molt allunyada de la font, les ones emeses són aproximadament planes i es poden considerar com a tal.

## Expressió matemàtica de l'ona plana
Matemàticament, una ona plana és una solució de l'equació d'ona de la següent forma:
{\displaystyle O({\vec {x}},t)=ae^{i({\vec {k}}\cdot {\vec {x}}-\omega t)}}
on i és la unitat imaginària, k és el vector d'ona, ω és la freqüència angular i {\displaystyle a} és l'amplitud complexa. La solució física es troba usualment prenent la part real de l'expressió.
Aquesta és la solució per una equació d'ona escalar en un medi homogeni. Per equacions d'ona vectorials, com les que descriuen la radiació electromagnètica o les ones en un medi elàstic, la solució per a un mitjà homogeni és similar: {\displaystyle i^{i({\vec {k}}\cdot {\vec {x}}-\omega t)}} multiplicat per un vector constant {\displaystyle a}. (Per exemple, en electromagnetisme a és típicament el vector per al camp elèctric, camp magnètic, o el potencial vectorial). Una ona transversal és aquella en què el vector amplitud és ortogonal a k (per exemple, per ones electromagnètiques en un mitjà isotròpic), mentre que una ona longitudinal és aquella en què el vector amplitud és paral·lel a k (per exemple en ones acústiques propagant-se en un gas o fluid).
En aquesta equació, la funció ω (k) és la relació de dispersió del medi, amb el radi ω/| k | donant la magnitud de la velocitat de fase i d ω/ d k donant la velocitat de grup. Per l'electromagnetisme en un mitjà isotròpic amb índex de refracció n, la velocitat de fase és c / n (la qual iguala la velocitat de grup sols si l'índex no depèn de la freqüència).

## Ona plana uniforme
Es diu que una ona plana electromagnètica és uniforme si en ella, les intensitats de camp elèctric i magnètic presenten amplituds constants en les superfícies equifase. Ones d'aquest tipus només poden trobar-se en l'espai lliure a una distància infinita de la font.

## Condicions de contorn
Un possible procediment per resoldre les equacions de Maxwell és dividir l'espai en dues regions. Una amb les fonts que generen els camps (regió I) i una altra on no hi ha càrregues ni corrents (regió II). Per això suposem que en aquesta última regió el camp serà una combinació d'ones planes.
La solució exacta serà la que compleixi les següents condicions de contorn en la superfície de separació (S) entre les dues regions.
{\displaystyle {\hat {n}}\times {({\vec {E}}_{2}-{\vec {E}}_{1})}|_{S}={\vec {0}}}
{\displaystyle {\hat {n}}\cdot {({{\vec {D}}_{2}}-{{\vec {D}}_{1}})}|_{S}={\sigma }}
{\displaystyle {\hat {n}}\cdot {({{\vec {B}}_{2}}-{{\vec {B}}_{1}})}|_{S}={0}}
{\displaystyle {\hat {n}}\times {({{\vec {H}}_{2}}-{{\vec {H}}_{1}})}|_{S}={{\vec {J}}_{S}}}
On S és la superfície de separació (vegeu la imatge) i {\displaystyle {\hat {n}}} un vector unitari perpendicular (normal) a ella i dirigida a l'interior de la regió II.
A partir de la mesura de les components tangencials del camp electromagnètic, generat per les fonts de la regió I, podem determinar exactament les ones que hi haurà a la regió II, trobant la seva direcció de propagació i la seva amplitud d'ona. Fins i tot podem considerar que és el camp electromagnètic en S el que excita una sèrie d'ones planes en la regió II on l'amplitud, freqüència i direcció de propagació dependrà de la variació temporal i espacial del camp que les ha creat.

## Caracterització dels mitjans
Els mitjans, naturals o no, de propagació d'ona es caracteritzen per tres paràmetres i es classifiquen en:
On:
σ: és la conductivitat del medi i es mesura en S/m
ε: és la permitivitat o constant dielèctrica del medi i es mesura en F/m
μ: és la permeabilitat o constant magnètica i es mesura en H/m
La velocitat de propagació d'una ona plana en un medi dielèctric (σ = 0) ve donada per:
{\displaystyle V={\frac {1}{\sqrt[{}]{\varepsilon \mu }}}={\frac {C}{\sqrt[{}]{\mu _{r}\varepsilon _{r}}}}}
La impedància intrínseca o característica d'un mitjà dielèctric és:
{\displaystyle \eta ={\sqrt[{}]{\frac {\mu }{\varepsilon }}};\eta _{0}={\sqrt[{}]{\frac {\mu _{0}}{\varepsilon _{0}}}}}

## Propagació de mitjans sense pèrdues
Tenir un medi sense pèrdues significa que no existeix la conductivitat en aquest medi, o que la conductivitat és zero. Les condicions que es donen en aquest mitjà són les que es mostren en les següents equacions:
{\displaystyle \alpha =0}
{\displaystyle \beta =\omega {\sqrt[{}]{\mu \varepsilon }}}
la impedància intrínseca es torna un nombre real.
{\displaystyle \eta ={\sqrt[{}]{\frac {j\omega \mu }{j\omega \varepsilon }}}}
{\displaystyle \eta ={\sqrt[{}]{\frac {\mu }{\varepsilon }}}}
Ja que la conductivitat es torna zero. Per tant, només té una part real i no part imaginària. La velocitat de fase de l'ona es torna:
{\displaystyle \mu ={\frac {dz}{dt}}={\frac {\omega }{\varepsilon }}={\frac {1}{\mu \varepsilon }}}
La següent equació ens diu com es propaga el camp elèctric:
{\displaystyle Ex=Em\cos {(\omega t-\beta z+\theta )}}
A continuació, la propagació del camp magnètic:
{\displaystyle Hy={\frac {Em}{\eta }}\cos {(\omega t-\beta z+\theta )}}
Consideracions per a la propagació en l'espai lliure:
{\displaystyle \mu _{0}=4\pi x10^{-7}} H/m Permeabilitat a l'espai lliure
{\displaystyle \varepsilon _{0}=8.854187817x10^{-12}} F/m Permitivitat en l'espai lliure
{\displaystyle V_{0}=3x10^{8}} m/s Velocitat de propagació en l'espai lliure
Per a qualsevol altre tipus de material {\displaystyle \varepsilon =\varepsilon _{r}\varepsilon _{0}} i {\displaystyle \mu =\mu _{r}\mu _{0}}
{\displaystyle \mu ={\sqrt[{}]{\frac {V_{0}}{\mu _{r}\varepsilon _{r}}}}} m/s
{\displaystyle \eta =\eta _{0}{\sqrt[{}]{\frac {\mu _{r}}{\varepsilon _{r}}}}} Ω
{\displaystyle \beta =\beta _{0}{\sqrt[{}]{\mu _{r}\varepsilon _{r}}}} rad/m
{\displaystyle \lambda ={\frac {\lambda _{0}}{\sqrt[{}]{\mu _{r}\varepsilon _{r}}}}} m

## Propagació en mitjans amb pèrdues
Un mitjà amb pèrdua existeix quan hi ha conductivitat encara que sigui mínima. Cal deixar ben clar que hi ha dues diferències molt notables entre les ones planes uniformes en mitjans sense pèrdues i les ones planes uniformes en mitjans amb pèrdues. La primera és que la part real de la constant de propagació es torna diferent de zero i, per tant, es divideix en dues com es mostra a continuació:
{\displaystyle \gamma ={\sqrt[{}]{j\omega \mu (\sigma +j\omega \varepsilon )}}=\alpha +j\beta }
Podem veure que la gamma es divideix en la seva part real {\displaystyle \alpha } que es coneix com a constant d'atenuació i ve donada en Np/m, i la seva part imaginària {\displaystyle \beta } que es coneix com a constant de fase i ve donada en rad/m.
L'altra diferència és la impedància intrínseca que per a mitjans amb pèrdues també es torna complexa i no té els mateixos valors que en un mitjà sense pèrdues. La impedància intrínseca es calcula de la següent manera:
{\displaystyle \eta ={\sqrt[{}]{\frac {j\omega \mu }{\sigma +j\omega \varepsilon }}}}
I ara les equacions d'ona:
{\displaystyle Ex=Eme^{(-\alpha z)}\cos {(\omega t-\beta z+\theta )}\,}
{\displaystyle Hy={\frac {Em}{\eta }}e^{-\alpha z}\cos {(\omega t-\beta z+\theta +\theta \eta )}}

## Velocitat de les ones planes longitudinals en un fluid
Les ones també es propaguen a través dels fluids, però pera limitar la transmissió a una sola direcció requerim que el líquid o gas es tanqui en un conducte llarg de manera que es consideri indefinit estant un dels extrems tancats per un pistó. Si el dispositiu genera un petit canvi cap a la dreta, les quantitats de fluid adjacents a ell es comprimeixen, propagant una ona de compressió en la direcció de l'eix del tub. Si el pistó es desplaça cap a l'esquerra el que es propaga és una ona de dilatació.
Coneixem que les molècules d'un fluid que es troba en un estat de repòs no tenen posicions mitjanes ben definides com els àtoms d'un sòlid. Les molècules en un fluid llisquen constantment a l'atzar però el nombre de molècules contingudes en una part que no es veu afectat estadísticament mantenint així el mateix nombre, la densitat i el volum específic del fluid constant en els dominis que contenen un nombre suficient de molècules.
El pas d'una ona elàstica superposa un moviment als moviments desordenats de les molècules, i podem parlar de desplaçament, velocitat i acceleració d'un element de volum. El terme partícula en fluid es refereix a un element de volum prou gran perquè contingui milions de molècules, i el fluid es consideri continu per tal que les variables acústiques pressió, densitat i velocitat es puguin considerar constants en l'element de volum.
En l'estudi de la propagació es consideren negligibles les forces de gravitació així com la densitat i pressió són constants en tot el medi. Aquest mitjà el suposarem homogeni, isòtrop i perfectament elàstic, és a dir, no tindrem forces de dissipació, com ara les degudes a la viscositat, a la calor de conducció, etc. És així que es considera que les ones tenen una amplitud relativament petita i que per tant els canvis de densitat en el medi són petits comparats amb el seu valor d'equilibri.